# Crowsoniella relicta
Crowsoniella relicta ist die bisher einzige beschriebene Art der Käferfamilie der Crowsoniellidae. Die Familie zählt zu der im Vergleich zu den anderen Unterordnungen der Käfer sehr ursprünglichen Gruppe der Archostemata. Von ihr sind bislang nur drei Exemplare (Holotyp und zwei Paratypen) in Mittelitalien entdeckt worden. Die Gattung ist nach dem britischen Zoologen Roy Crowson (1914–1999) benannt.

## Merkmale
Die Käfer werden 1,3 bis 1,7 Millimeter lang und haben einen abgeflachten, rötlichgelben bis dunkelbraunen Körper. Seine Oberfläche ist glatt und glänzend und unbeschuppt. Tuberkel oder Rillen sind nicht ausgebildet. Die Mundwerkzeuge sind vorstehend (prognath) und etwas breiter als lang. Kurz vor seiner Basis verjüngt sich der Kopf plötzlich zu einem Hals. Die seitlich, unterhalb der Fühlereinlenkungen liegenden Facettenaugen bestehen nur aus wenigen Ommatidien. Der Bereich der Fühlereinlenkungen ist verhältnismäßig groß und auffällig. Die siebengliedrigen Fühler sind etwa so lang wie der Kopf und fein behaart. Ihr letztes Segment ist verdickt. Die Mundwerkzeuge sind stark zurückgebildet. Das Labrum, der Clypeus (Stirnplatte) und die Frons (Stirn) sind miteinander verwachsen und zeigen keine erkennbaren Nähte. Die Mandibeln sind verkümmert, anstelle der Maxillen und dem Labium finden sich zwei Paar Palpen, die aus einem kurzen ersten und einem kugeligen zweiten Segment bestehen. Das letztere Segment besitzt auf seiner Spitze jeweils vier Sinneshärchen. Bei den Maxillarpalpen befinden sich seitlich zusätzlich zwei an der Spitze rundliche Sinneshärchen, bei den Labialpalpen ist es nur eins.
Das Pronotum ist ungefähr eineinhalb Mal breiter als der Kopf und geringfügig schmaler als die Deckflügel. Der Prothorax besitzt oberseits an den vorderen Ecken auffällige Einbuchtungen, an die die Fühler angelegt werden können sowie unterseits an den Seiten des Prosternums Einbuchtungen für die Tarsen bzw. Tibien des ersten Beinpaars. Die Notopleuralnaht ist nicht ausgebildet. Die Einbuchtungen für die Coxen sind nach hinten offen. Mesothorax, Metathorax und das erste Hinterleibssegment sind verwachsen. Die Deckflügel sind glänzend, nahezu glatt und nur sehr flach, schlecht erkennbar punktförmig strukturiert. Aus jeder dieser Vertiefungen entspringt eine kurze Borste. Das zweite, häutige Flügelpaar (Alae) ist nicht ausgebildet. Man kann fünf aneinanderstoßende Ventrite (sichtbare bauchseitige Sklerite) am Hinterleib erkennen, die an den Sterniten 2 und 3 und 4 bis 7 liegen. Am vorderen Ventrit befindet sich mittig ein Fortsatz, der nach vorn zwischen die Coxen des mittleren Beinpaars reicht. Das vierte und fünfte Sternit besitzt seitlich starke, nach vorne gerichtete Fortsätze.

## Lebensweise
Crowsoniella relicta lebt vermutlich unter Kastanien. Auf Grund der Form der Mundwerkzeuge wird davon ausgegangen, dass sich die Imagines nur von Flüssigkeiten ernähren. Über den Entwicklungszyklus ist nichts bekannt, Larven wurden bislang nicht entdeckt.

## Systematik
Die Art hat sich von den restlichen Vertretern der Archostemata weit weg entwickelt und besitzt viele Autapomorphien. Ihre systematische Stellung ist nicht vollends geklärt. Roberto Pace stellte sie bei ihrer Beschreibung 1976 vor allem wegen der Einbuchtungen am Pronotum für die Fühler in die Familie Tetraphaleridae, welche heute als Unterfamilie (Tetraphalerinae) der Ommatidae angesehen werden. Die exakte Position dieser Einbuchtungen ist jedoch anders als bei den Tetraphalerinae, so dass nicht von einer Synapomorphie ausgegangen werden kann. Crowsoniella ist vermutlich wegen der aneinander stoßenden Ventrite am nächsten mit der Familie der Ommatidae verwandt. Diese Vermutung wird auch durch das Fehlen eines freiliegenden Labrums bestärkt.

## Belege